# 야코브 패른
야코브 패른(에스토니아어: Jakob Pärn, 1843년 10월 30일~1916년 10월 6일)은 에스토니아의 소설가이다. 주요 작품으로는 사실주의 문체로 집필한 《자기 집, 자기 주인》(에스토니아어: Oma tuba, oma luba)이 있다.